# Luis Muriel
Luis Fernando Muriel Fruto (sinh ngày 16 tháng 4 năm 1991) là một cầu thủ bóng đá chuyên nghiệp người Colombia hiện đang thi đấu ở vị trí tiền đạo cho câu lạc bộ Atalanta tại Serie A và đội tuyển bóng đá quốc gia Colombia.
Bắt đầu sự nghiệp chuyên nghiệp của Muriel với câu lạc bộ Deportivo Cali, anh gia nhập Udinese ở Ý. Hai mùa giải đầu tiên cho đội bóng anh chứng kiến lần lượt được Granada và Lecce cho mượn trước khi trở lại Udinese vào năm 2012, năm đó anh được vinh danh là cầu thủ trẻ xuất sắc nhất Serie A cùng với Stephan El Shaarawy. Sau khi đã ghi 15 bàn sau 57 lần ra sân, Muriel gia nhập đội bóng Sampdoria ở Serie A vào tháng 1 năm 2015. Anh đã trải qua hai mùa giải rưỡi với câu lạc bộ này, đã ghi 21 bàn sau 79 lần ra sân trước khi gia nhập Sevilla ở Tây Ban Nha vào năm 2017. Tháng 1 năm 2019, anh được đội bóng Fiorentina đưa trở lại Ý theo dạng cho mượn. Tháng 6 năm 2019, Muriel ký hợp đồng với Atalanta có giá trị 18 triệu euro. Trong mùa giải đầu tiên, Muriel đã ghi được 18 bàn thắng ở Seria A và giúp Atalanta giành vé đến UEFA Champions League lần đầu tiên trong lịch sử câu lạc bộ. Mùa giải tiếp, anh kết thúc với tư cách là cầu thủ ghi nhiều bàn thắng thứ ba ở Serie A, sau Romelu Lukaku và Cristiano Ronaldo. Do đó, Atalanta đủ điều kiện để tham dự hai giải đấu UEFA Champions League liên tiếp; vì những nỗ lực của anh, Muriel đã được đưa vào Đội hình tiêu biểu Serie A 2020–21.
Muriel đã đại diện cho đội quốc gia Colombia từ năm 2012. Anh ra mắt quốc tế vào tháng 6 năm 2012, trong trận đấu vòng loại World Cup 2014 gặp Ecuador và ghi bàn thắng đầu tiên vào năm sau, vào lưới đối thủ Guatemala. Anh đã tham gia Copa América năm 2015, 2019, 2021, và FIFA World Cup 2018.

## Sự nghiệp câu lạc bộ

### Deportivo Cali
Trải qua những năm tháng hình thành của Muriel với Atlético Junior, Muriel gia nhập đội bóng Deportivo Cali ở Primera A vào tháng 1 năm 2009. Anh có trận ra mắt đội bóng anh gặp Envigado FC vào ngày 12 tháng 7 năm 2009, đây là lần ra sân duy nhất của anh trong năm trước khi ghi 9 bàn sau 10 lần ra sân ở mùa giải tiếp theo. Phong độ ban đầu của Muriel cho Deportivo Cali, bao gồm cú hat-trick vào lưới Once Caldas trong trận đấu thứ ba, khiến anh được biệt danh với cái tên là "Ronaldo Colombia", so với huyền thoại người Brazil Ronaldo. Giữa mùa giải, anh được đội bóng Udinese ở Serie Ý ký hợp đồng.

### Udinese
Ngày 30 tháng 5 năm 2010, đội bóng Udinese ở Serie A chính thức hoàn tất về việc ký hợp đồng đối với Muriel có giá trị 1,5 triệu euro. Về mặt thỏa thuận chuyển nhượng, Udinese có được 70% quyền thi đấu của Muriel và 30% còn lại được Deportivo giữ lại. Tuy nhiên, ngay sau khi đến Udine, anh được Granada ở Segunda División cho mượn.

#### Cho mượn ở Granada và Lecce
Muriel hoàn tất việc chuyển đến đội bóng Granada ở Tây Ban Nha dưới dạng cho mượn vào ngày 12 tháng 7 năm 2010. Granada đã thăng hạng La Liga lần đầu sau 35 năm nhưng đó là một mùa giải không thành công đối với Muriel, khi anh chỉ ra sân 7 lần trong mùa giải và không ghi được bàn nào.
Khi hết hạn cho mượn ở Granada, Muriel lại được Lecce ở Serie A cho mượn trong mùa giải tiếp theo. Anh có trận ra mắt câu lạc bộ vào ngày 27 tháng 10 năm 2011, vào sân ở hiệp hai thay cho Daniele Corvia trong trận thua 0–2 trước Palermo. Trong lần đầu ra sân cho đội bóng anh vào tháng sau, trong trận đấu gặp Cesena, Muriel đã bị đuổi khỏi sân vì kèo thẻ phạt. Tuy nhiên, Lecce vẫn giành chiến thắng 1–0 nhờ bàn thắng của Juan Cuadrado. Anh đã cải thiện để kết thúc mùa giải với 7 bàn thắng sau 29 lần ra sân, mặc dù những nỗ lực của anh vẫn không đủ để ngăn cản đội bóng Lecce xuống hạng ở Serie B. Muriel với phong độ trong suốt mùa giải đã được thu hút sự chú ý của AC Milan và Inter Milan, cả hai câu lạc bộ đều đưa ra lời đề nghị chính thức để ký hợp đồng đối với anh, nhưng Muriel xác nhận rằng anh sẽ trở lại với đội bóng Udinese.

#### Trở lại Udinese
Tình trạng thể chất tồi tệ của Muriel khi trở lại Udinese khiến HLV Francesco Guidolin nổi giận, với việc huấn luyện viên câu lạc bộ khăng khăng rằng anh chỉ cần giảm tới 2,3 kg, mặc dù Muriel đã ghi bốn bàn vào lưới đối thủ Arta Cedarchis trong trận giao hữu trước mùa giải. Anh có thể lấy lại phong độ từ đầu mùa giải và có trận ra mắt trong trận thua 1–2 trước Fiorentina vào ngày 25 tháng 8 năm 2012, với kiến tạo giúp cho Maicosuel ghi bàn mở tỷ số. Anh ký gia hạn thêm hợp đồng vào tháng sau, ký một bản hợp đồng có thời hạn 5 năm cải tiến với đội bóng. Tháng 1 năm 2012, Muriel đã được vinh danh là Cầu thủ trẻ xuất sắc nhất Serie A cùng với Stephan El Shaarawy - AC Milan để ghi nhận phong độ của anh với Lecce và Udinese năm trước. Vào cuối mùa giải, anh đã đóng góp 11 bàn thắng sau 22 lần ra sân ở Serie A, mặc dù phải nghỉ thi đấu gần 4 tháng vì bị chấn thuơng đùi trái.
Mùa giải tiếp theo, ở vòng loại trực tiếp UEFA Europa League 2013–14, Muriel ghi bàn thắng đầu tiên ở Europa League, ghi hai bàn trong chiến thắng 3–1 trước Široki Brijeg và trong trận đấu đầu tiên của giải đấu, ghi bàn vào lưới nhà đương kim vô địch Coppa Italia – Lazio trong trận thua 1–2. Tuy nhiên, phong độ của Muriel lại sa sút khi anh phải vật lộn với các vấn đề cân nặng và chấn thương, và trong suốt mùa giải rưỡi tiếp theo, anh chỉ ghi được 4 bàn sau 35 lần ra sân ở giải đấu, bao gồm cả một trận không ghi bàn nào sau 11 trận kể từ đầu của mùa giải Serie A 2014–15. Cuối cùng, anh đã ghi được 15 bàn thắng sau 57 lần ra sân cho Udinese, trước khi rời đội bóng anh để gia nhập đội bóng Sampdoria năm 2015.

### Sampdoria
Bất chấp những khó khăn của Muriel với Udinese, Sampdoria đã hoàn tất bản hợp đồng cho mượn đối với anh cùng đồng đội - Andrea Coda vào ngày 22 tháng 1 năm 2015, với thương vụ chiêu mộ cả hai cầu thủ này vào cuối mùa giải có giá trị tổng số tiền là 12 triệu euro. Về mặt thỏa thuận này, Muriel ký hợp đồng với Sampdoria có thời hạn đến ngày 30 tháng 6 năm 2019. Anh đã ghi 4 bàn sau 16 lần ra sân trong thời gian cho mượn trước khi hoàn tất với vụ chuyển nhượng vĩnh viễn vào cuối mùa giải. Muriel đã ghi được thành tích trở lại tốt nhất trong sự nghiệp câu lạc bộ với 11 bàn thắng và 5 pha kiến tạo ở giải đấu, khiến Sevilla phá kỷ lục Sampdoria để ký hợp đồng đối với anh vào cuối mùa giải.

### Sevilla
Ngày 11 tháng 7 năm 2017, đội bóng Sevilla ở La Liga - Tây Ban Nha đã thông báo về việc ký hợp đồng đối với Muriel với mức giá kỷ lục của câu lạc bộ là 20 triệu euro cùng với các điều khoản bổ sung tiềm năng. Anh có trận ra mắt Sevilla vào ngày 19 tháng 8, trong trận hòa 1–1 trước Espanyol và ghi bàn thắng đầu tiên cho câu lạc bộ vào ngày 17 tháng 9, ghi bàn ấn định chiến thắng 1–0 trước Girona. Sau một thời gian ra mắt đáng thất vọng, trong đó có Muriel chỉ ghi được 9 bàn thắng sau 46 lần ra sân, Muriel xếp đứng thứ tư chỉ sau Wissam Ben Yedder, André Silva và Quincy Promes ở mùa giải tiếp theo.

#### Cho mượn ở Fiorentina
Ngày 2 tháng 1 năm 2019, Muriel trở lại Serie A sau khi ký hợp đồng với Fiorentina dưới dạng cho mượn trong phần còn lại của mùa giải. Anh đã lập một hat-trick trong trận ra mắt không chính thức một tuần sau trong chiến thắng trước Hibernians của Malta trước khi ra mắt chính thức vào ngày 14 tháng 1, trong chiến thắng 2–0 trước Torino ở Coppa Italia. Sau đó, anh ghi hai bàn trong trận ra mắt ở giải đấu vào ngày 20 tháng 1, trong trận hòa 3–3 trước đội bóng cũ – Sampdoria. Cuối cùng, anh có 6 bàn thắng ở giải đấu trong thời gian cho mượn nhưng Fiorentina không được mua đứt sau khi câu lạc bộ đã thay đổi quyền sở hữu.

### Atalanta
Ngày 21 tháng 6 năm 2019, sau thời gian cho mượn thành công ở đội bóng Fiorentina, Muriel trở lại Serie A sau khi ký hợp đồng vĩnh viễn với câu lạc bộ Atalanta với bản hợp đồng mua đứt có giá trị 18 triệu euro.

## Sự nghiệp quốc tế

### Đội tuyển trẻ
Muriel đại diện cho U20 Colombia và góp mặt cho đội tuyển tại FIFA U-20 World Cup mà Colombia là nước chủ nhà. Ngày 6 tháng 8 năm 2011, trước đó đã ghi hai bàn vào lưới U-20 Pháp, anh ghi bàn thắng duy nhất của trận đấu giúp  Colombia đánh bại U-20 Hàn Quốc với tỷ số 1–0 để vượt qua vòng bảng với thành tích hoàn hảo. Muriel cuối cùng đã ghi 4 bàn thắng cho giải đấu trước khi U-20 Colombia bị U-20 Mexico loại ở tứ kết.

### Đội tuyển quốc gia
Muriel được tân huấn luyện viên José Pékerman gọi lên đội tuyển quốc gia lần đầu vào năm 2012 và ra mắt trong trận thua 1–0 trước Ecuador tại vòng loại World Cup vào ngày 10 tháng 6. Anh ghi bàn thắng đầu tiên vào năm sau trong trận giao hữu gặp đội tuyển Guatemala ngày 6 tháng 2 năm 2013. Năm 2014, anh là một trong 7 cầu thủ bị loại khỏi đội hình Colombia tham dự FIFA World Cup 2014 tại Brazil. Anh đã từng là cầu thủ của đội tuyển Colombia tham dự Copa América 2015, nhưng anh bỏ lỡ Copa América Centenario 2016.
Tháng 5 năm 2018, anh có tên trong danh sách đội hình 35 người của đội tuyển Colombia tham dự FIFA World Cup 2018 tại Nga. Anh vào sân không thường xuyên khi Colombia lọt vào vòng 16 đội, nơi Colombia bị loại sau thất bại trong loạt sút luân lưu gặp Anh.
Mùa hè năm 2019, Muriel được đưa vào đội hình 23 người của đội tuyển Colombia tham dự Copa América 2019 tại Brazil.
Ngày 9 tháng 7 năm 2021, Muriel thực hiện pha kiến tạo cho Luis Diaz ghi bàn ấn định chiến thắng 3–2 trước Peru trong trận tranh hạng ba ở Copa América 2021.

## Phong cách chơi
Khi còn trẻ, Muriel thường được ca ngợi trên các phương tiện truyền thông vì những màn trình diễn sớm của anh trong thời kỳ đầu sự nghiệp ở Ý, giúp anh được vinh danh là Cầu thủ trẻ xuất sắc nhất Serie A năm 2012. Một số cầu thủ bóng đá ở Ý, chẳng hạn như huấn luyện viên Massimiliano Allegri, đã công nhận Muriel về tốc độ và kỹ thuật đi bóng của anh, cũng như tiềm năng mà anh đã thể hiện được khi còn là một cầu thủ trẻ; đồng đội cũ của Muriel ở Udinese – Antonio Di Natale, thậm chí còn so sánh giữa Muriel và Alexis Sánchez năm 2013. Mặc dù Muriel thường được bố trí ở vị trí tiền đạo trung tâm, nhưng anh vẫn là một tiền đạo đa năng, có khả năng chơi ở một số vị trí tấn công; thực sự, ở mùa giải 2012–13, dưới thời huấn luyện viên cũ của Udinese, Francesco Guidolin, anh cũng đã thể hiện khả năng sáng tạo với vai trò trung tâm, rút lui hơn sau một tiền đạo khác, người thường thấy anh thi đấu như một tiền đạo thứ hai hoặc tiền vệ tấn công. Anh cũng có khả năng chơi ở vị trí tiền vệ cánh. Là một tiền đạo nhanh nhẹn, tài năng, sáng tạo, thuận cả hai chân và có kỹ thuật, với kỹ năng rê bóng tốt, tốc độ, sự nhanh nhẹn, khả năng bứt tốc, di chuyển và nhãn quan ghi bàn, phong cách chơi bóng, thể lực và ngoại hình của Muriel đã khiến anh được so sánh đến cựu tiền đạo người Brazil – Ronaldo. Muriel đã tuyên bố rằng sự so sánh này có thể là do khi còn là một cầu thủ trẻ, anh rất ngưỡng mộ Ronaldo trong thời gian sau này thi đấu cho Inter Milan. Muriel tiếp tục nói rằng anh là cổ động viên của Inter Milan vì Ronaldo đang thi đấu cho đội bóng vào thời điểm đó và ban đầu anh là một người hâm mộ Inter Milan. Muriel cũng nói rằng, giống như thần tượng thời thơ ấu của mình, anh cũng gặp vấn đề về cân nặng, thậm chí cũng có thời điểm phải giảm 5 kg trong mùa giải 2012–13. Điều này có nghĩa là anh phải phù hợp với chế độ thể dục của mình, điều này giúp anh đạt được phong độ bóng đá tương tự như Ronaldo. Ngoài Ronaldo, một trong những ảnh hưởng lớn khác của Muriel khi còn là một cầu thủ bóng đá khi còn trẻ là người đồng hương Iván Valenciano. Mặc dù có khả năng của Muriel, anh cũng được biết đến là người không nhất quán.

## Thống kê sự nghiệp

### Câu lạc bộ
Tính đến 23 tháng 10 năm 2022
| Câu lạc bộ          | Mùa giải            | Giải đấu            | Giải đấu | Giải đấu | Cúp  | Cúp | Châu lục | Châu lục | Khác | Khác | Tổng cộng | Tổng cộng |
| Câu lạc bộ          | Mùa giải            | Hạng                | Trận     | Bàn      | Trận | Bàn | Trận     | Bàn      | Trận | Bàn  | Trận      | Bàn       |
| ------------------- | ------------------- | ------------------- | -------- | -------- | ---- | --- | -------- | -------- | ---- | ---- | --------- | --------- |
| Deportivo Cali      | 2009                | Primera A           | 1        | 0        | —    | —   | —        | —        | —    | —    | 1         | 0         |
| Deportivo Cali      | 2010                | Primera A           | 10       | 9        | —    | —   | —        | —        | —    | —    | 10        | 9         |
| Deportivo Cali      | Tổng cộng           | Tổng cộng           | 11       | 9        | —    | —   | —        | —        | —    | —    | 11        | 9         |
| Udinese             | 2010–11             | Serie A             | 0        | 0        | 0    | 0   | —        | —        | —    | —    | 0         | 0         |
| Udinese             | 2012–13             | Serie A             | 22       | 11       | 1    | 0   | 0        | 0        | —    | —    | 23        | 11        |
| Udinese             | 2013–14             | Serie A             | 24       | 4        | 3    | 2   | 4        | 2        | —    | —    | 31        | 8         |
| Udinese             | 2014–15             | Serie A             | 11       | 0        | 0    | 0   | —        | —        | —    | —    | 11        | 0         |
| Udinese             | Tổng cộng           | Tổng cộng           | 57       | 15       | 4    | 2   | 4        | 2        | —    | —    | 65        | 19        |
| Granada (mượn)      | 2010–11             | La Liga             | 7        | 0        | 2    | 0   | —        | —        | —    | —    | 9         | 0         |
| Lecce (mượn)        | 2011–12             | Serie A             | 29       | 7        | 0    | 0   | —        | —        | —    | —    | 29        | 7         |
| Sampdoria (mượn)    | 2014–15             | Serie A             | 16       | 4        | 0    | 0   | —        | —        | —    | —    | 16        | 4         |
| Sampdoria           | 2015–16             | Serie A             | 32       | 6        | 1    | 0   | 2        | 1        | —    | —    | 35        | 7         |
| Sampdoria           | 2016–17             | Serie A             | 31       | 11       | 2    | 2   | —        | —        | —    | —    | 33        | 13        |
| Sampdoria           | Tổng cộng           | Tổng cộng           | 79       | 21       | 3    | 2   | 2        | 1        | —    | —    | 84        | 24        |
| Sevilla             | 2017–18             | La Liga             | 29       | 7        | 9    | 2   | 8        | 0        | —    | —    | 46        | 9         |
| Sevilla             | 2018–19             | La Liga             | 6        | 1        | 2    | 0   | 10       | 3        | 1    | 0    | 19        | 4         |
| Sevilla             | Tổng cộng           | Tổng cộng           | 35       | 8        | 11   | 2   | 18       | 3        | 1    | 0    | 65        | 13        |
| Fiorentina (mượn)   | 2018–19             | Serie A             | 19       | 6        | 4    | 3   | —        | —        | —    | —    | 23        | 9         |
| Atalanta            | 2019–20             | Serie A             | 34       | 18       | 1    | 0   | 6        | 1        | —    | —    | 41        | 19        |
| Atalanta            | 2020–21             | Serie A             | 36       | 22       | 5    | 1   | 7        | 3        | —    | —    | 48        | 26        |
| Atalanta            | 2021–22             | Serie A             | 27       | 9        | 2    | 1   | 10       | 4        | —    | —    | 39        | 14        |
| Atalanta            | 2022–23             | Serie A             | 9        | 1        | 0    | 0   | —        | —        | —    | —    | 9         | 1         |
| Atalanta            | Tổng cộng           | Tổng cộng           | 106      | 50       | 8    | 2   | 23       | 8        | —    | —    | 137       | 60        |
| Tổng cộng sự nghiệp | Tổng cộng sự nghiệp | Tổng cộng sự nghiệp | 340      | 116      | 32   | 11  | 47       | 14       | 1    | 0    | 424       | 141       |

1. ↑  Coppa Italia và Copa del Rey
2. 1 2 3  Ra sân tại UEFA Europa League
3. 1 2 3  Ra sân tại UEFA Champions League
4. ↑  Ra sân tại Supercopa de España
5. ↑  5 lần ra sân với 1 bàn thắng tại UEFA Champions League, 5 lần ra sân với 3 bàn thắng in UEFA Europa League

### Đội tuyển quốc gia
Tính đến 24 tháng 3 năm 2022
| Đội tuyển quốc gia | Năm       | Trận | Bàn |
| ------------------ | --------- | ---- | --- |
| Colombia           | 2012      | 1    | 0   |
| Colombia           | 2013      | 4    | 1   |
| Colombia           | 2014      | 0    | 0   |
| Colombia           | 2015      | 3    | 0   |
| Colombia           | 2016      | 6    | 0   |
| Colombia           | 2017      | 3    | 0   |
| Colombia           | 2018      | 5    | 1   |
| Colombia           | 2019      | 10   | 3   |
| Colombia           | 2020      | 4    | 2   |
| Colombia           | 2021      | 8    | 1   |
| Colombia           | 2022      | 1    | 0   |
| Tổng cộng          | Tổng cộng | 45   | 9   |

| STT | Ngày                | Địa điểm                                                            | Đối thủ   | Bàn thắng | Kết quả | Giải đấu                              |
| --- | ------------------- | ------------------------------------------------------------------- | --------- | --------- | ------- | ------------------------------------- |
| 1   | 6 tháng 2 năm 2013  | Sân vận động Sun Life, Miami Gardens, Hoa Kỳ                        | Guatemala | 4–1       | 4–1     | Giao hữu                              |
| 2   | 23 tháng 3 năm 2018 | Stade de France, Saint-Denis, Pháp                                  | Pháp      | 1–2       | 3–2     | Giao hữu                              |
| 3   | 3 tháng 6 năm 2019  | Sân vận động El Campín, Bogotá, Colombia                            | Panamá    | 2–0       | 3–0     | Giao hữu                              |
| 4   | 6 tháng 9 năm 2019  | Sân vận động Hard Rock, Miami Gardens, Hoa Kỳ                       | Brasil    | 1–1       | 2–2     | Giao hữu                              |
| 5   | 6 tháng 9 năm 2019  | Sân vận động Hard Rock, Miami Gardens, Hoa Kỳ                       | Brasil    | 2–1       | 2–2     | Giao hữu                              |
| 6   | 9 tháng 10 năm 2020 | Sân vận động Metropolitano Roberto Meléndez, Barranquilla, Colombia | Venezuela | 2–0       | 3–0     | Vòng loại Giải vô FIFA World Cup 2022 |
| 7   | 9 tháng 10 năm 2020 | Sân vận động Metropolitano Roberto Meléndez, Barranquilla, Colombia | Venezuela | 3–0       | 3–0     | Vòng loại Giải vô FIFA World Cup 2022 |
| 8   | 8 tháng 6 năm 2021  | Sân vận động Metropolitano Roberto Meléndez, Barranquilla, Colombia | Argentina | 1–2       | 2–2     | Vòng loại Giải vô FIFA World Cup 2022 |

## Danh hiệu
U20 Colombia
- Giải Toulon: 2011[77]

Cá nhân
- Tân binh xuất sắc nhất Serie A: 2012[58]
- Cầu thủ xuất sắc nhất tháng của Serie A: Tháng 4 năm 2021[78]
- Đội hình tiêu biểu Serie A của năm: 2020–21[79]